# 新疆生产建设兵团第十二师二二二团
新疆生产建设兵团第十二师二二二团是中华人民共和国新疆生产建设兵团第十二师下辖的一个团。

## 行政区划
新疆生产建设兵团第十二师二二二团下辖以下单位：
团部、农一队、农二队、农三队、农四队、农五队、农六队、农七队、农八队、水管所生活区和园林一队。